# Sant Antoni (Sant Llorenç de la Muga)
Sant Antoni és un edifici religiós del municipi de Sant Llorenç de la Muga (Alt Empordà) inclòs en l'Inventari del Patrimoni Arquitectònic de Catalunya.

## Descripció
Església situada a la riba esquerra de la Muga i a tocar a la carretera d'Albanyà. Aquest temple és de nau única, de planta rectangular i sense capçelera destacada. Presenta coberta a dues vessants, i a l'interior la volta és de canó. El portal és de rajol amb senzill rosetó, i al seu damunt, un campanar de cadireta d'un sol arc, també de rajol. Davant de la façana hi ha una galilea, amb coberta de dos vessants en el qual s'obren tres arcades de mig punt fetes amb rajols. Sobre l'arcada frontal hi figura la data 1835. A l'altar hi ha un petit retaule del segle xix.

## Història
Sobre l'arcada frontal de la galilea hi figura la data de 1835. Dos documents parlen de la construcció i benedicció de la capella, ambdós datats també l'any 1835. El primer es refereix a l'obra de Pere Caballer. El segon document és l'acta de benedicció amb data del 22 d'abril del 1835.